# 의정부서사제
의정부서사제(議政府署事制)는 조선 태조가 건국 초기부터 도입하여 추진한 국가 통치체제이다. 최고관부인 의정부가 3정승의 합의에 의해 국가의 중대사를 처리하도록 했으며 6조의 판서는 자신의 업무를 의정부에 보고하고 의정부의 지시에 따라 업무를 처리했다. 태조가 건국과 함께 도입하였지만 왕권의 약화를 우려한 태종이 「왕－6조－속아문」으로 연결되는 6조직계제로 바꾸었다가 세종 때 다시 시행되었으며, 세조 때 다시 6조직계제로 돌아갔다가 중종 대에 다시 「왕－의정부－6조－속아문」의 체제로 되돌렸다. 이 제도는 왕의 부담을 덜어주므로, 후대까지 이어져 조선 초기 국가 운영체제의 큰 틀로 자리잡았다.

## 같이 보기
- 6조직계제